# Ramaria flavobrunnescens

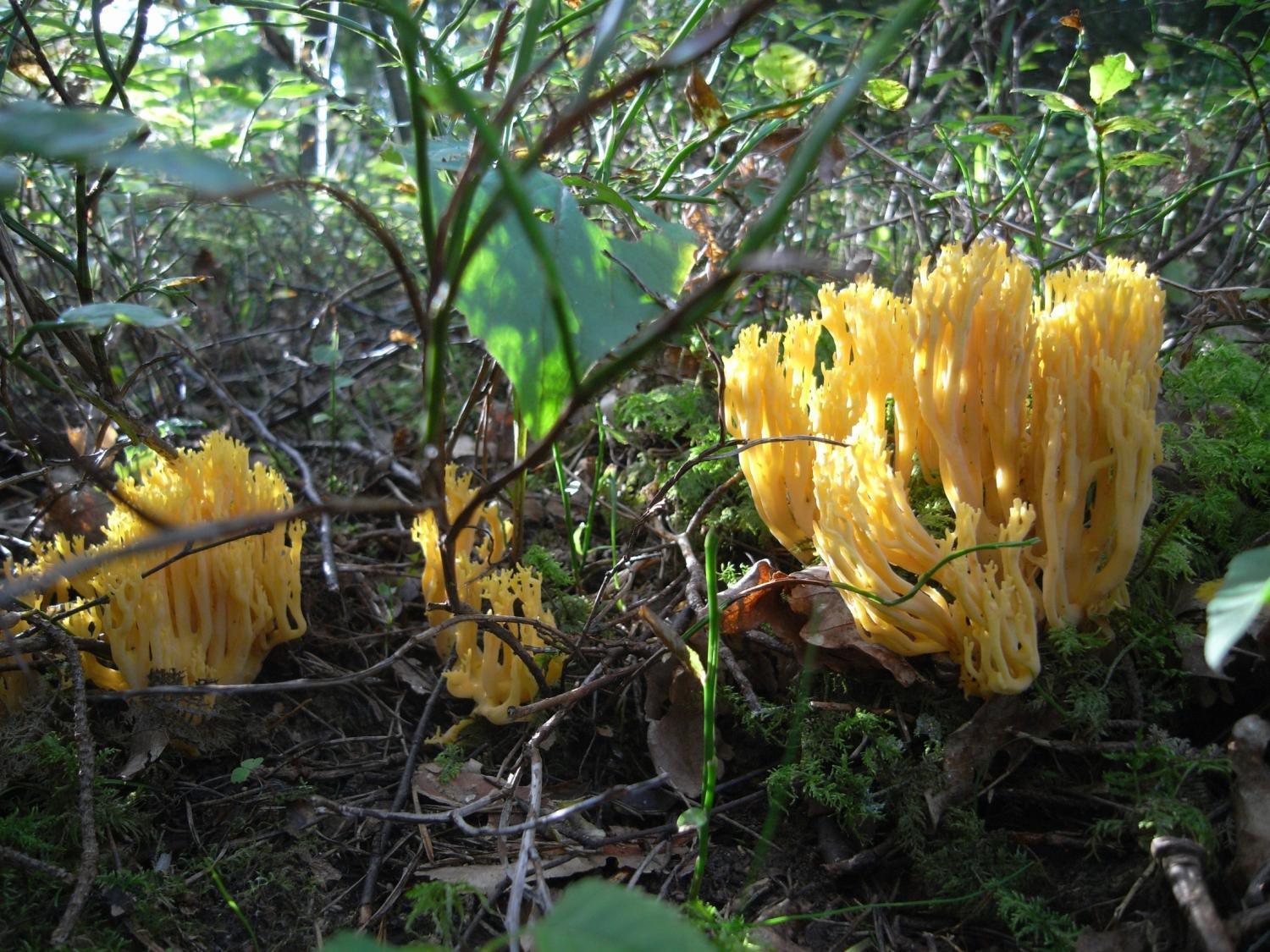

Ramaria flavobrunnescens (G.F. Atk.) Corner – gatunek grzybów należący do rodziny siatkoblaszkowatych (Gomphaceae).

## Systematyka i nazewnictwo
Pozycja w klasyfikacji według Index Fungorum: Ramaria, Gomphaceae, Gomphales, Phallomycetidae, Agaricomycetes, Agaricomycotina, Basidiomycota, Fungi.
Po raz pierwszy opisał go w 1909 r. George Francis Atkinson, nadając mu nazwę Clavaria brunnescens. W 1950 r. Edred John Henry Corner przeniósł go do rodzaju Ramaria. Synonimy:
- Clavaria flavobrunnescens G.F. Atk. 1909
- Ramaria flavobrunnescens var. aromatica Marr & D.E. Stuntz 1974
- Ramaria flavobrunnescens var. asperospora Raithelh. 1987
- Ramaria flavobrunnescens var. formosoides Corner 1970

## Morfologia
Owocnik
Klawarioidalny, krzaczkowaty, osiągający wysokość do 9 cm i średnicę do 5 cm, w zarysie szeroko trójkątny do szeroko wrzecionowatego. Trzon pojedynczy, średniej wielkości, o wymiarach do 3,5 × 2,0 cm, zwężający się w dół do wąsko zaokrąglonej podstawy, często kolankowaty, w miejscach zacienionych biały, po dotknięciu wodnistobrunatny, w górnej części tej samej barwy co ramiona. Miąższ trzonu biały, zwarty, suchy. Dzieli się na 2–3 ramiona o barwie od białawej do kremowej, wznoszące się, ale nie wyprostowane, dzielące się na 4–6 rzędów bladokremowych, jasno pomarańczowożółtych gałązek, lekko brązowiejących w miejscach otarć. Miąższ ramion biały, bardzo kruchy, po wyschnięciu zwarty. Odcinki między rozgałęzieniami długie, w okresie dojrzałości gwałtownie malejące w górę, wierzchołki delikatnie podwójnie dychotomiczne do drobno guzowatych, jasnożółte. Miąższ o lekko aromatycznym zapachu, bez smaku.
Cechy mikroskopowe
Podstawki 48–55 × 8 µm, maczugowate, ze sprzążkami bazalnymi, o jednorodnej zawartości, 4-sterygmowe. Bazydiospory 9,0–11,2 × 3,2–4,3 µm, wąsko elipsoidalne do cylindrycznych, po bokach lekko chropowate, zawartość ochrowa, czasem z amorficznymi wtrąceniami, ścianka o grubości do 0,2 µm, wyrostek wnęki stopniowany, powierzchnia z małymi, izolowanymi, niskimi brodawkami i bardzo krótkimi grzbietami. Strzępki w tramie trzonu o średnicy do 10 µm, szkliste, ze sprzążkami, cienkościenne, ściśle splecione. Strzępki górnych gałęzi o średnicy do 8 µm, szkliste, ze sprzążkami, cienkościenne, mniej więcej równoległe.
Cechy charakterystyczne
Taksonomicznymi cechami Ramaria flavobrunnescens o znaczeniu diagnostycznym są: zwężający się, często kolankowaty trzon, żółte gałęzie i wierzchołki, obecność sprzążek na strzępkach oraz raczej małe, wąskie zarodniki. Niezgodnie ze swoją nazwą gatunkową, młode gałązki są żółte z mięsistymi odcieniami, a bardzo dojrzałe okazy znacznie różnią się barwą.

## Występowanie i siedlisko
Występuje w Ameryce Północnej i Południowej, Europie, Azji i Australii. Brak go w opracowanym w 2003 r. przez Władysława Wojewodę wykazie wielkoowocnikowych grzybów podstawkowych Polski, po raz pierwszy jego stanowiska w Polsce podał Karasiński w 2016 r. Aktualne stanowiska podaje także internetowy atlas grzybów. Znajduje się w nim na liście gatunków zagrożonych i wartych objęcia ochroną.
Grzyb mykoryzowy.

## Własności trujące
Jest grzybem trującym, powodującym zatrucia u bydła, owiec i rzadziej u koni i świń. Powoduje wrzodziejące i zgorzelinowe zmiany na skórze, języku i przełyku oraz utratę włosów na końcu ogona. U owiec sporadycznie obserwuje się objawy nerwowe. Brak doniesień o zatruciach u ludzi, gdyż nie jest zbierany do celów spożywczych, należy jednak przypuszczać, że dla ludzi jest również trujący.